# 塞尔柱 (姓名)
塞尔柱·贝格（波斯語：‎；？—1009年），是塞爾柱帝國傳說中的同名英雄，他是烏古斯人克尼克氏族領袖『鐵弓』杜卡克（帖木兒雅里克）之子。
他有四子:米哈伊爾、伊斯拉里（意為以色列）、穆薩（意為摩西）、羽奴思（意為約拿）。根據一些資料顯示，塞尔柱本人可能曾在可薩汗國軍隊服務過。由於長子米哈伊爾早逝，他親自扶養長孫图赫里勒·贝格和恰格勒·贝格兄弟成人。
關於他的記載有限，只知在985年，由於與其他部族的紛爭，塞尔柱從烏古斯葉護國離開，帶領氏族在錫爾河右岸、現今南哈薩克斯坦州的毡的駐牧，並於同年皈依伊斯蘭教。之後，他擔任部族領袖直至1009年去世為止，次子伊斯拉里繼承了他的職位。
塞爾柱去世後三十年，在貝格兄弟率領下，塞尔柱人在丹丹納干戰役擊敗宿敵加茲尼王國，取得呼羅珊並展開伊朗及河中地區的攻略，最終在1055年進入巴格達，被阿拔斯王朝哈里發授予蘇丹名號。图赫里勒選用祖父之名，將國家命名為塞爾柱蘇丹國。

## 影響
塞尔柱之名自他之後，成為一般突厥部落男性常用小名。